# Faden Away
"Faden Away" é uma canção da dupla 7 Days of Funk (Dâm-Funk & Snoopzilla), lançada como o primeiro single do álbum de estúdio homônimo. A canção estreou em 08 de outubro de 2013 pela Stones Throw Records e foi disponibilizada em formato Descarga digital em  15 de outubro de 2013 na iTunes Music Store. "Faden Away", juntamente com "Hit Da Pavement" foram lançadas em formato cassingle em 10 de dezembro de 2013, com as duas versões vocais e instrumentais.

## Antecedente
A faixa foi baseada na canção instrumental "Fadin" do EP "I Don't Wanna Be a Star!" de Dâm-Funk, Snoopzilla (uma das alcunhas do rapper Snoop Dogg) apenas escreveu os versos da canção com base no instrumental.

## Vídeo da música
O videoclipe de "Faden Away" estreou em 5 de novembro de 2013 no canal da  Stones Throw's no YouTube. O vídeo foi dirigido por Henry DeMaio, e apresenta Snoopzilla vestindo de jerry curl, ao lado de Dam-Funk, em uma casa de festas em Los Angeles. Em 10 de dezembro de 2013 , o vídeo da música "Hit Da Pavement" estreou no canal da dupla no site VEVO que é uma continuação da trama de "Faden Away".

## Performances ao vivo
A canção foi apresentada ao vivo em alguns talk's shows, entre eles o Jimmy Kimmel Live! no Conan , e The Queen Latifah Show.

## Recepção da crítica
A canção foi recebido com críticas geralmente positivas.

## Histórico de lançamento
| Data                   | Formato          | Gravadora            |
| ---------------------- | ---------------- | -------------------- |
| 15 outubro de 2013     | Digital download | Stones Throw Records |
| 10 de dezembro de 2013 | Cassette         | Stones Throw Records |
| 5 de fevereiro de 2014 | 7" vinyl         | Stones Throw Records |